# Макарий II Берски и Негушки
Макарий (на гръцки: Μακάριος, Макариос) е православен духовник, митрополит на Вселенската патриаршия.

## Биография
Макарий заема митрополитския престол в Бер в 1716 година. Името му е споменато в надпис в берската катедрала от 1717 година. Макарий е подписан в някои патрирашески документи от 1717 до 1725 година. Известен е и от писма до патриарх Хрисант Йерусалимски от 1716 - 1717, до митрополит Неофит Артенски от 1722 и от два надписа в църквите „Свети Андрей“ и „Христос Вседържител“ в Бер. В 1725 година е прехвърлен като управляващ Силиврийската епархия. В 1727 година подписва патриаршески акт като „бивш Берски и управляващ Силиврийски“.